# Frank Lippmann
Frank Lippmann (ur. 23 kwietnia 1961 w Dreźnie) – niemiecki piłkarz, grający na pozycji napastnika.

## Kariera piłkarska
Lippmann dorastał w drezdeńskiej dzielnicy Zschachwitz i grał tam w TSG Blau-Weiss do 1979. Na początku sezonu 1979/80 Lippmann został zatrudniony przez największy klub piłkarski w mieście, Dynamo Drezno. W pierwszym zespole zadebiutował 12 kwietnia 1980 w wygranym 4:2 meczu z Wismutem Aue. Od sezonu 1980/81 występował w zespole Dynama jako podstawowy zawodnik formacji ofensywnej. W swoim pierwszym sezonie ligowym rozegrał 18 spotkań.
Wraz z zespołem trzykrotnie sięgnął po Puchar NRD w sezonach 1981/82, 1983/84 i 1984/85.
W sezonie 1985/86 Dynamo Drezno dotarło do ćwierćfinału Pucharu Zdobywców Pucharów. Strzelając 5 bramek w rozgrywkach został wraz z Ihorem Biełanowem, Ołehem Błochinem i Ołeksandrem Zawarowem królem strzelców rozgrywek.
Po przegranym ćwierćfinale 3:7 z Bayerem Uerdingen, Lippmann opuścił drużynę i udał się do krewnych w Norymberdze, gdzie na konferencji prasowej zadeklarował, że nie chce wracać do NRD. W przeciwieństwie do poprzedniej praktyki, kiedy uciekający sportowcy z NRD byli uciszani, agencja informacyjna ADN donosiła: „Zawodnik Frank Lippmann zdradził swoich towarzyszy za dużą sumę pieniędzy oferowaną mu przez środowiska antysportowe”. Lippmann zostawił swoją rodzinę i narzeczoną z trzymiesięcznym dzieckiem w NRD.
Stasi wywierała presję na rodzinę i narzeczoną, aby przekonali Lippmanna do powrotu, ale im się to nie udało. Lippmannowi udało się wywieźć partnerkę i dziecko z NRD przez Węgry. W rozmowach z urzędnikami dyskutowano, że „takich zdrajców można w każdej chwili zlikwidować inscenizując wypadek samochodowy”.
Zaraz po przybyciu do Norymbergi, Lippmann nawiązał kontakt z prezesem 1. FC Nürnberg i otrzymał profesjonalny kontrakt do końca sezonu 1986/87. Następnie UEFA nałożyła roczny zakaz gry na zawodnika, a w międzyczasie Lippmann zerwał więzadło krzyżowe w kolanie na treningu.
Ponieważ jego kontrakt nie został przedłużony, podpisał kontrakt na dwa lata z klubem Bundesligi SV Waldhof Mannheim. W Mannheim rozegrał 16 spotkań w Bundeslidze w sezonie 1987/88. Na początku 1989 wyjechał do Austrii, gdzie występował w LASK Linz oraz w Vorwärts Steyr. Grał także w szwajcarskim drugoligowym klubie FC Zug.
Latem 1990, kilka miesięcy po przemianach politycznych w NRD, Lippmann osiedlił się z powrotem w Dreźnie. Tam dołączył do reaktywowanego Dresdner SC. Po zakończeniu sezonu 1992/93, w którym doznał złamania kostki i piszczeli, Lippmann zakończył karierę jako piłkarz.

## Kariera trenerska
Po zakończeniu kariery piłkarskiej początkowo został trenerem młodzieży w Dresdner SC, a w 1995, po dziewięciu latach, wrócił do Dynama Drezno, gdzie pracował również jako trener młodzieży. W 2009 objął stanowisko trenera saksońskiego klubu klasy okręgowej SV Pirna-Süd, w którym pracował do 2010.

## Sukcesy
Dynamo Drezno
- Puchar NRD (3): 1981/82, 1983/84, 1984/85
- Król strzelców Pucharu Zdobywców Pucharów (1): 1985/86 (5 bramek) (ex-aequo z Ihorem Biełanowem, Ołehem Błochinem i Ołeksandrem Zawarowem)